# MrBeast
MrBeast (настоящее имя — Джеймс Сти́вен (Джи́мми) До́нальдсон (англ. James Stephen «Jimmy» Donaldson); род. 7 мая 1998, Уичито, Канзас, США) — американский ютубер, предприниматель и филантроп. Считается пионером жанра видео на YouTube, посвященного съёмкам дорогостоящих трюков. В июне 2023 года количество подписчиков его канала достигло 150 млн человек, что сделало его первым по количеству подписчиков среди каналов, которые ведутся преимущественно частным лицом, и вторым по числу подписчиков на платформе в целом. 2 июня 2024 года количество подписчиков на его канале превысило 266,709 млн человек, что сделало его канал самым крупным в мире на видеохостинге YouTube. Он обогнал канал корпорации T-Series, которая удерживала позицию самого большого канала по числу подписчиков в течение пяти лет, начиная с 2019 года. 10 июля 2024 года его канал преодолел отметку в 300 млн подписчиков. Он стал первым человеком в истории платформы, кому удалось достичь такого результата. Является создателем сайта ViewStats, который занимается отслеживанием статистики и аналитики видеохостинга YouTube.
Помимо проекта MrBeast, Дональдсон ведёт YouTube-каналы Beast Reacts, MrBeast Gaming, MrBeast 2 (бывший MrBeast Shorts) и благотворительный канал Beast Philanthropy. Ранее он вёл канал MrBeast 3 (изначально MrBeast 2), который сейчас неактивен. Дональдсон был одним из 10 самых высокооплачиваемых ютуберов 2020 года. Является одним из основателей компаний MrBeast Burger, Feastables, Team Trees — фонда по сбору средств для организации Arbor Day Foundation, который собрал более 23 млн долларов, и Team Seas — фонда по сбору средств для Ocean Conservancy и The Ocean Cleanup, который собрал более 30 млн долларов. Дональдсон четырежды получал награду Creator of the Year на церемонии Streamy Awards в 2020, 2021, 2022 и 2023 годах; он также получил награду Favorite Male Creator на Kids’ Choice Awards в 2022 году.

## Биография
Джимми Дональдсон родился 7 мая 1998 года в штате Канзас. Он вырос в Гринвилле, штат Северная Каролина. У него есть старший брат по имени CJ (СиДжей), которому принадлежит канал под названием «MrBro». В 2016 году Дональдсон окончил Гринвильскую христианскую академию и в конце того же года поступил в Восточно-Каролинский университет, но в итоге бросил учёбу. В старших классах у Дональдсона была диагностирована болезнь Крона, он открыто заявлял об этом, однако говорит о ней нечасто.

## Карьера

### История канала MrBeast
Дональдсон начал вести свой канал на YouTube в феврале 2012 года в возрасте 13 лет под названием «MrBeast6000»; он выпускал разнообразный контент, от летсплеев и до видеороликов, в которых оценивал богатство других ютуберов. Тем не менее, его видео оставались в относительной неизвестности — в среднем около тысячи просмотров каждое — до выхода его «подсчета до 100 000» 2017 года, которое собрало десятки тысяч просмотров всего за несколько дней. Каналом управляет основанная в Далласе компания по управлению талантами Night Media.

### Контент и стиль
Дональдсон часто делает ролики, в которых жертвует тысячи долларов стримерам на Twitch, многие из которых спонсируются (хотя в прошлом он делал пожертвования без спонсора). В январе 2017 года Дональдсон опубликовал почти однодневное видео, в котором считал до 100 000. Эксперимент занял у него 40 часов, поэтому некоторые части он ускорил, чтобы уложиться под 24 часа. Дональдсон пропустил числа 81 933 и 99 913 и насчитал 24 219 три раза. Последующее видео под названием «Подсчет до 200 000 (Дорога к миллиону)» было загружено в следующем месяце, по словам ютубера, его тоже пришлось ускорить, поскольку полные пятьдесят пять часов превышали лимит загрузки YouTube. Также Дональдсон попытался разбить стекло, используя сотню мегафонов, час наблюдал высыхание краски и безуспешно пытался крутить спиннер в течение дня. В марте 2019 года он организовал и снял в Лос-Анджелесе Battle-Royale в реальной жизни с призом в 200 000 долларов.
Дональдсон публикует свои необычные акты благотворительности: предоставление вещей на 100 тысяч долларов в приюты для бездомных в декабре 2018 года, пожертвование 32 тысяч долларов на «Программу раненых ветеранов армии», 70 тысяч долларов для Детской исследовательской больницы Святого Иуды и 10 тысяч долларов в местный приют для животных в Лос-Анджелесе. Во время соперничества Пьюдипая и T-Series, за звание самого популярного канала на YouTube, Дональдсон купил рекламные щиты и рекламу на радио, чтобы помочь Пьюдипаю привлечь больше подписчиков, чем T-Series; на Супербоул Llll он с помощниками, на одежде у которых было написано «Sub 2 PewDiePie», купил несколько мест. Дональдсон также загрузил видео, которое является самым залайканным немузыкальным видео, и 17-е по видео в целом по состоянию на 15 декабря 2019 года.

### Американская «Игра в кальмара»
25 ноября 2021 года, когда был популярен корейский сериал «Игра в кальмара», Дональдсон опубликовал видео под названием «$456,000 Squid Game In Real Life!» (рус. «Игра в кальмара в реальной жизни на $456,000!»). После публикации ролика MrBeast набрал около 1,5 миллионов подписчиков за 24 часа благодаря популярности «Игры в кальмара». За месяц он набрал 9,5 миллионов подписчиков, что на 400 тысяч больше, чем у индийского ютубера CarryMinati, тем самым установив новый рекорд YouTube.

## Бизнес-проекты

### Finger on the App
В июне 2020 года Дональдсон в сотрудничестве с бруклинским арт-коллективом MSCHF выпустил разовую многопользовательскую мобильную игру Finger on the App. Согласно правилам игры, пользователи прикасаются к экрану телефона, и тот, кто последним уберет палец от экрана, выигрывает 25 тысяч долларов. По итогам игры четыре человека выиграли по 20 тысяч долларов, продержав палец на устройстве более 70 часов. По слухам, игра была настолько успешной, что в декабре 2020 года планировалось выпустить продолжение под названием Finger on the App 2. Однако игра была отложена до февраля, а затем перенесена на март 2021 года. В отличие от предыдущей игры, в этот раз главный приз составил 100 тысяч долларов. Победитель удерживал палец на экране телефона около 51 часа; участник, занявший второе место, также получил приз в размере 20 тыс. долларов.

### MrBeast Burger
В ноябре 2020 года Уилл Хайд, продюсер ютуб-канала MrBeast, в статье для газеты The Wake Weekly сообщил, что Дональдсон запустит виртуальный ресторан MrBeast Burger в декабре 2020 года. По словам Хайда, в процессе разработки концепции ресторана его команда сотрудничала с компанией Virtual Dining Concepts. Он заявил, что MrBeast Burger будет продавать франчайзинговые права на реализацию бургеров ресторанам по всей территории США, а клиенты смогут заказывать бургеры через службы онлайн-доставки. В августе 2022 года Дональдсон объявил, что откроет бургерную MrBeast в торговом центре American Dream Mall в Ист-Ратерфорде, штат Нью-Джерси, которая станет его первым рестораном в США. Открытие ресторана состоялось 4 сентября 2022 года.

### Feastables
В январе 2022 года Дональдсон объявил о создании новой продовольственной компании под названием Feastables, которая стала выпускать шоколадные батончики под собственной маркой MrBeast Bars. В момент начала продаж было предложено 3 вкуса батончиков: оригинальный, миндальный и хрустящий с киноа. Запуск проекта сопровождался лотереей с призами на сумму более 1 миллиона долларов, среди которых было 10 обладателей главного приза, которые получили шанс побороться за шоколадную фабрику в одном из будущих видео. В июне 2022 года было выпущено видео, в котором Гордон Рамзи выступил в роли судьи конкурса на лучший десерт и был разыгран денежный приз в размере 500 тысяч долларов.
В феврале 2024 года Дональдсон анонсировал глобальное изменение шоколада «Feastables». Изменился дизайн упаковки, форма шоколадных плиток, состав. Также, больше не используется бренд «MrBeast Bars», а вкус «Deez Nuts» был переименован в «Peanut Butter».

### «Игры Биста»
В марте 2024 года Дональдсон и Amazon MGM Studios объявили о своих планах создать новое реалити-шоу под названием Beast Games, которое будет доступно исключительно на платформе Prime Video. Это шоу должно было стать крупнейшим в истории реалити-шоу с участием 1000 человек, соревнующихся за денежный приз в размере 5 млн долларов.

#### Критика
Шоу подверглось критике после жалоб участников на то, что во время съёмок им отказывали в еде, воде, лекарствах и спальных принадлежностях. Несколько участников были госпитализированы в первые дни съёмок, более десятка участников заявили, что получили травмы во время участия в испытаниях, и многих из них выносили с площадки на носилках. По словам Дональдсона, эти проблемы были вызваны внешними факторами, такими как перебои в работе глобальных компьютерных систем из-за обновления программного обеспечения CrowdStrike, «экстремальные погодные условия и другие непредвиденные логистические и коммуникационные проблемы».

## Благотворительность

### Team Trees
25 октября 2019 года в 19:00 (UTC) Дональдсон вместе с бывшим инженером НАСА и ютубером Марком Робером организовали совместный проект по сбору средств на высадку 20 млн деревьев на YouTube. Они утверждают, что пожертвовали 20 млн долларов в фонд Arbor Day Foundation, занимающийся посадкой деревьев. Их посадят не ранее 2022 года. 19 декабря, этого же года цель в 20 млн долларов была превышена.
Идею поддержали многие известные люди, такие как Илон Маск, Джек Дорси, PewDiePie, Jacksepticeye, Маркус Браунли и другие.

## Критика
В мае 2018 года Дональдсон был подвергнут критике со стороны Тейлор Лоренц из The Atlantic за его якобы гомофобные твиты. В ответ он заявил: «я ни в коем случае никого не оскорбляю, что бы я ни делал».

## Фильмография
| Год  |     | Русское название                  | Оригинальное название                       | Роль                            |
| ---- | --- | --------------------------------- | ------------------------------------------- | ------------------------------- |
| 2023 | мф  | Черепашки-ниндзя: Погром мутантов | Teenage Mutant Ninja Turtles: Mutant Mayhem | прохожий на Таймс-Сквер (голос) |
| 2023 | мф  | Под настилом                      | Under the Boardwalk                         | краб в остром соусе (голос)     |
| 2024 | док | История Сайдменов                 | The Sidemen Story                           | камео                           |
| 2024 | мф  | Кунг-фу панда 4                   | Kung Fu Panda 4                             | панда-свинья (голос)            |

## Награды и номинации
| Год  | Церемония           | Категория                                    | Результат | Прим.         |
| ---- | ------------------- | -------------------------------------------- | --------- | ------------- |
| 2019 | Streamy Awards      | Прорывной автор                              | Победа    | [ 66 ]        |
| 2019 | Streamy Awards      | Актёрский состав                             | Номинация | [ 66 ]        |
| 2019 | Streamy Awards      | Автор года                                   | Номинация | [ 66 ]        |
| 2020 | Shorty Awards       | Ютубер года                                  | Победа    | [ 67 ]        |
| 2020 | Streamy Awards      | Автор года                                   | Победа    | [ 68 ] [ 69 ] |
| 2020 | Streamy Awards      | Live Special                                 | Победа    | [ 68 ] [ 69 ] |
| 2020 | Streamy Awards      | Социальное благо: Автор                      | Победа    | [ 68 ] [ 69 ] |
| 2020 | Streamy Awards      | Социальная благо: НКО или НПО                | Победа    | [ 68 ] [ 69 ] |
| 2021 | Kids’ Choice Awards | Favorite Male Social Star                    | Номинация | [ 70 ]        |
| 2021 | Streamy Awards      | Автор года                                   | Победа    | [ 71 ]        |
| 2022 | Kids’ Choice Awards | Favorite Male Creator                        | Победа    | [ 72 ]        |
| 2022 | Streamy Awards      | Автор года                                   | Победа    | [ 73 ] [ 74 ] |
| 2022 | Streamy Awards      | Сотрудничество                               | Номинация | [ 73 ] [ 74 ] |
| 2022 | Streamy Awards      | Социальное благо: Автор                      | Победа    | [ 73 ] [ 74 ] |
| 2022 | Streamy Awards      | Автор продукта                               | Номинация | [ 73 ] [ 74 ] |
| 2022 | Streamy Awards      | Монтаж                                       | Номинация | [ 73 ] [ 74 ] |
| 2022 | Streamy Awards      | Вовлечение бренда                            | Победа    | [ 73 ] [ 74 ] |
| 2022 | Streamy Awards      | Кампания по оказанию социального воздействие | Номинация | [ 73 ] [ 74 ] |
| 2023 | Kids’ Choice Awards | Favorite Male Creator                        | Победа    | [ 75 ]        |
| 2023 | Streamy Awards      | Автор года                                   | Победа    | [ 76 ]        |
| 2023 | Streamy Awards      | Сотрудничество                               | Победа    | [ 76 ]        |
| 2023 | Streamy Awards      | Автор продукта                               | Номинация | [ 76 ]        |
| 2023 | Streamy Awards      | Вовлечение бренда                            | Номинация | [ 76 ]        |
| 2024 | Kids’ Choice Awards | Favorite Male Creator                        | Победа    | [ 77 ]        |

### Публикации
| Издатель                | Год  | Категория                                                     | Прим.  |
| ----------------------- | ---- | ------------------------------------------------------------- | ------ |
| Forbes 30 Under 30      | 2021 | Социальные медиа                                              | [ 78 ] |
| Книга рекордов Гиннесса | 2022 | Самый большой вегетарианский бургер                           | [ 79 ] |
| Книга рекордов Гиннесса | 2022 | Наибольшее количество подписчиков у одного мужчины на YouTube | [ 80 ] |
| Книга рекордов Гиннесса | 2023 | Первый человек набравший 1 миллион подписчиков в Threads      | [ 81 ] |
| Книга рекордов Гиннесса | 2023 | Самый высокооплачиваемый ютубер (действующее)                 | [ 82 ] |
| Книга рекордов Гиннесса | 2023 | Наибольшее количество новых подписчиков за неделю             | [ 83 ] |
| Книга рекордов Гиннесса | 2024 | Больше всего подписчиков на YouTube                           | [ 84 ] |

### Комментарии
1. 1 2 3  За Team Seas